# Nemestrinus gussakovskiji
Nemestrinus gussakovskiji är en tvåvingeart som först beskrevs av Paramonov 1944.  Nemestrinus gussakovskiji ingår i släktet Nemestrinus och familjen Nemestrinidae. Inga underarter finns listade i Catalogue of Life.